# سيفالوس

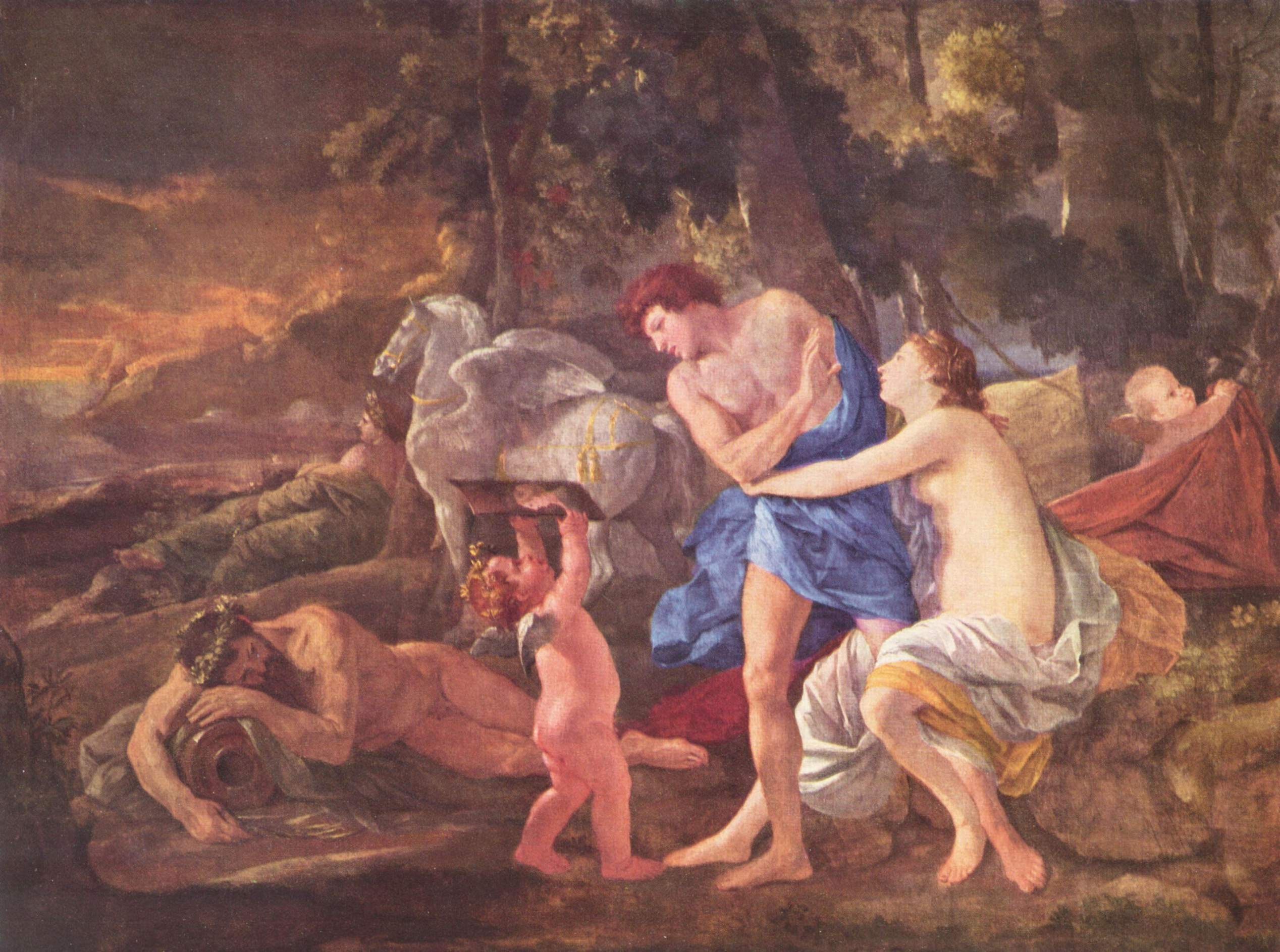
Cephalus and Eos, by نيكولا بوسان (circa 1630)

سيفالوس (/ˈsɛfələs/; (بالإغريقية: Κέφαλος)‏, كيفالوس) هو اسم استخدم أيضا لشخصية من ابطال الميثولوجيا الاغريقية وكان يحمل اسم ثيوفوريك على حسب ماكتبوه رجال التاريخ. سيفالوس هي كلمة اغريقية وتعني «الرأس». ربما تستخدم هنا لانه كان المؤسس لأعظم عائلة التي تضم اوديسيوس. من المحتمل ان تعني كلمة سيفالوس راس الشمس التي قتلت (بخرته) بروكريس (كثفته)بسهمه الذي لايخطئ. سيفالوس كان سيفالوس أحد عشاق ايوس ألهة الفجر.
التضحيات السخية لسيفالوس وبروكريس كانت منقوشة في التقويم المقدس لثوريكوس في جنوب اتيكا. ربما تعود إلى 430 قبل الميلاد ونشرت من الحجر في عام 1983.